# Villers-sur-Fère
Villers-sur-Fère – miejscowość i gmina we Francji, w regionie Hauts-de-France, w departamencie Aisne.
Według danych na styczeń 2014 roku gminę zamieszkiwały 504 osoby, a gęstość zaludnienia wynosiła 46,2 osób/km².